# Liste des chapelles des Vosges
 (novembre 2024).
La liste des chapelles des Vosges présente les chapelles de culte catholique situées sur le territoire des communes du départements français des Vosges.
Il est fait état des diverses protections dont elles peuvent bénéficier, et notamment les inscriptions et classements au titre des monuments historiques.
Toutes sont situées dans le diocèse de Saint-Dié.

## Liste
| Chapelle                                                                   | Commune                      | Adresse | Coordonnées                      | Notice         | Protection | Date | Illustration                                                       |
| -------------------------------------------------------------------------- | ---------------------------- | ------- | -------------------------------- | -------------- | ---------- | ---- | ------------------------------------------------------------------ |
| Chapelle Notre-Dame-de-Bizot d'Attigny                                     | Attigny                      |         | 48° 03′ 54″ nord, 6° 02′ 07″ est |                |            |      | Image manquante Téléverser                                         |
| Chapelle Notre-Dame-du-Rosaire d'Aumontzey                                 | Aumontzey                    |         | 48° 09′ 50″ nord, 6° 46′ 23″ est |                |            |      | Chapelle Notre-Dame-du-Rosaire d'Aumontzey                         |
| Chapelle Saint-Florent d'Autrey                                            | Autrey                       |         | 48° 17′ 49″ nord, 6° 41′ 37″ est |                |            |      | Image manquante Téléverser                                         |
| Chapelle du pensionnat de Bains-les-Bains                                  | Bains-les-Bains              |         | 48° 00′ 05″ nord, 6° 15′ 55″ est |                |            |      | Image manquante Téléverser                                         |
| Chapelle Notre-Dame-de-la-Brosse de Bains-les-Bains                        | Bains-les-Bains              |         | 48° 00′ 13″ nord, 6° 16′ 14″ est |                |            |      | Chapelle Notre-Dame-de-la-Brosse de Bains-les-Bains                |
| Chapelle Notre-Dame-de-Pitié de Québrux                                    | Ban-de-Laveline              |         | 48° 14′ 29″ nord, 7° 05′ 16″ est |                |            |      | Chapelle Notre-Dame-de-Pitié de Québrux                            |
| Chapelle Sainte-Claire à Hautgoutte                                        | Ban-de-Laveline              |         | 48° 13′ 59″ nord, 7° 05′ 59″ est |                |            |      | Chapelle Sainte-Claire à Hautgoutte                                |
| Chapelle Saint-Hubert de Berniprey                                         | Ban-sur-Meurthe-Clefcy       |         | 48° 09′ 57″ nord, 6° 59′ 07″ est | « PA00125542 » | Inscrit MH | 1993 | Chapelle Saint-Hubert de Berniprey                                 |
| Chapelle de la maison d'accueil Notre-Dame des Monts du Vic                | Ban-sur-Meurthe-Clefcy       |         | 48° 08′ 42″ nord, 6° 58′ 54″ est |                |            |      | Image manquante Téléverser                                         |
| Chapelle du suisse de Clefcy                                               | Ban-sur-Meurthe-Clefcy       |         | 48° 10′ 16″ nord, 6° 58′ 45″ est |                |            |      | Chapelle du suisse de Clefcy                                       |
| Chapelle Notre-Dame-de-Pitié de Gribauménil                                | Bazegney                     |         | 48° 16′ 15″ nord, 6° 13′ 41″ est |                |            |      | Chapelle Notre-Dame-de-Pitié de Gribauménil                        |
| Chapelle Saint-Joseph de Beaufremont                                       | Beaufremont                  |         | 48° 15′ 24″ nord, 5° 45′ 23″ est |                |            |      | Chapelle Saint-Joseph de Beaufremont                               |
| Chapelle Notre-Dame-de-Bon-Secours de Bellefontaine                        | Bellefontaine                |         | 48° 00′ 54″ nord, 6° 26′ 31″ est |                |            |      | Chapelle Notre-Dame-de-Bon-Secours de Bellefontaine                |
| Chapelle Notre-Dame de Bon Secours de Bettegney-Saint-Brice                | Bettegney-Saint-Brice        |         | 48° 18′ 06″ nord, 6° 18′ 45″ est |                |            |      | Chapelle Notre-Dame de Bon Secours de Bettegney-Saint-Brice        |
| Chapelle Saint-Jacques de Blevaincourt                                     | Blevaincourt                 |         | 48° 07′ 26″ nord, 5° 40′ 39″ est |                |            |      | Chapelle Saint-Jacques de Blevaincourt                             |
| Chapelle Notre-Dame-de-la-Roche de Grand'Avison                            | Bruyères                     |         | 48° 12′ 26″ nord, 6° 43′ 23″ est |                |            |      | Image manquante Téléverser                                         |
| Chapelle Sainte-Anne de Bulgnéville                                        | Bulgnéville                  |         | 48° 12′ 21″ nord, 5° 50′ 12″ est |                |            |      | Image manquante Téléverser                                         |
| Chapelle de la maison de retraite de Bussang                               | Bussang                      |         | 47° 53′ 09″ nord, 6° 51′ 13″ est |                |            |      | Image manquante Téléverser                                         |
| Chapelle Notre-Dame-des-Sept-Douleurs de Celles-sur-Plaine                 | Celles-sur-Plaine            |         | 48° 27′ 02″ nord, 6° 56′ 36″ est |                |            |      | Image manquante Téléverser                                         |
| Chapelle Saint-Martin de Certilleux                                        | Certilleux                   |         | 48° 18′ 50″ nord, 5° 43′ 38″ est |                |            |      | Chapelle Saint-Martin de Certilleux                                |
| Chapelle Notre-Dame de Grâce de Charmes                                    | Charmes                      |         | 48° 22′ 24″ nord, 6° 17′ 25″ est |                |            |      | Chapelle Notre-Dame de Grâce de Charmes                            |
| Chapelle de l'orphelinat de Charmois-l'Orgueilleux                         | Charmois-l'Orgueilleux       |         | 48° 06′ 12″ nord, 6° 16′ 12″ est |                |            |      | Image manquante Téléverser                                         |
| Chapelle Notre-Dame-de-la-Miséricorde de la Neuve-Verrerie                 | Charmois-l'Orgueilleux       |         | 48° 05′ 28″ nord, 6° 13′ 42″ est |                |            |      | Chapelle Notre-Dame-de-la-Miséricorde de la Neuve-Verrerie         |
| Chapelle-école Notre-Dame de la Hutte de Claudon                           | Claudon                      |         | 48° 02′ 35″ nord, 6° 02′ 21″ est |                |            |      | Chapelle-école Notre-Dame de la Hutte de Claudon                   |
| Chapelle Notre-Dame-de-Bon-Secours de Champs Charai                        | Clézentaine                  |         | 48° 24′ 15″ nord, 6° 31′ 48″ est |                |            |      | Chapelle Notre-Dame-de-Bon-Secours de Champs Charai                |
| Chapelle Saint-Sébastien de Colroy-la-Grande                               | Colroy-la-Grande             |         | 48° 18′ 58″ nord, 7° 06′ 26″ est |                |            |      | Chapelle Saint-Sébastien de Colroy-la-Grande                       |
| Chapelle Notre-Dame-de-la-Délivrance de Contrexéville                      | Contrexéville                |         | 48° 10′ 55″ nord, 5° 53′ 50″ est |                |            |      | Chapelle Notre-Dame-de-la-Délivrance de Contrexéville              |
| Chapelle Saint-Vladimir-et-Sainte-Marie-Madeleine de Contrexéville         | Contrexéville                |         | 48° 11′ 02″ nord, 5° 53′ 39″ est |                |            |      | Chapelle Saint-Vladimir-et-Sainte-Marie-Madeleine de Contrexéville |
| Chapelle Notre-Dame-de-l'Espérance de Corcieux                             | Corcieux                     |         | 48° 10′ 13″ nord, 6° 52′ 47″ est |                |            |      | Image manquante Téléverser                                         |
| Chapelle du Sacré-Cœur de Travexin                                         | Cornimont                    |         | 47° 56′ 36″ nord, 6° 50′ 02″ est |                |            |      | Chapelle du Sacré-Cœur de Travexin                                 |
| Chapelle Notre-Dame-de-Bon-Secours de Damas-aux-Bois                       | Damas-aux-Bois               |         | 48° 24′ 00″ nord, 6° 27′ 03″ est |                |            |      | Image manquante Téléverser                                         |
| Chapelle Notre-Dame-du-Bon-Secours de Damas-et-Bettegney                   | Damas-et-Bettegney           |         | 48° 12′ 40″ nord, 6° 15′ 54″ est |                |            |      | Chapelle Notre-Dame-du-Bon-Secours de Damas-et-Bettegney           |
| Chapelle de l'hôpital de Darney                                            | Darney                       |         | 48° 05′ 15″ nord, 6° 02′ 42″ est |                |            |      | Image manquante Téléverser                                         |
| Chapelle Notre-Dame-de-la-Pitié de Darney                                  | Darney                       |         | 48° 05′ 07″ nord, 6° 02′ 58″ est |                |            |      | Image manquante Téléverser                                         |
| Chapelle de la Visitation-de-Notre-Dame de Girovillers-sous-Monfort        | Domjulien                    |         | 48° 15′ 20″ nord, 6° 00′ 33″ est |                |            |      | Image manquante Téléverser                                         |
| Chapelle de l'ermitage Notre-Dame-de-la-Consolation de l'Ermitage          | Dompaire                     |         | 48° 13′ 24″ nord, 6° 12′ 58″ est |                |            |      | Image manquante Téléverser                                         |
| Chapelle Sainte-Céline de Domptail                                         | Domptail                     |         | 48° 26′ 38″ nord, 6° 36′ 49″ est |                |            |      | Image manquante Téléverser                                         |
| Chapelle du Carmel de Bois Chenu                                           | Domrémy-la-Pucelle           |         | 48° 25′ 41″ nord, 5° 40′ 10″ est |                |            |      | Chapelle du Carmel de Bois Chenu                                   |
| Chapelle de Domvallier                                                     | Domvallier                   |         | 48° 18′ 36″ nord, 6° 04′ 48″ est |                |            |      | Image manquante Téléverser                                         |
| Chapelle Saint-Martin du Void-d'Escles                                     | Escles                       |         | 48° 06′ 14″ nord, 6° 11′ 46″ est |                |            |      | Chapelle Saint-Martin du Void-d'Escles                             |
| Chapelle Notre-Dame du Bois-Bany                                           | Fontenoy-le-Château          |         | 47° 57′ 00″ nord, 6° 12′ 56″ est |                |            |      | Image manquante Téléverser                                         |
| Chapelle Saint-Georges de Canton Saint-Georges                             | Fontenoy-le-Château          |         | 47° 57′ 24″ nord, 6° 11′ 03″ est |                |            |      | Image manquante Téléverser                                         |
| Chapelle Sainte-Claire de Charémont                                        | Frapelle                     |         | 48° 17′ 44″ nord, 7° 02′ 43″ est |                |            |      | Image manquante Téléverser                                         |
| Chapelle des Vés                                                           | Fresse-sur-Moselle           |         | 47° 53′ 34″ nord, 6° 48′ 14″ est |                |            |      | Chapelle des Vés                                                   |
| Chapelle Notre-Dame-de-Bon-Secours de Gendreville                          | Gendreville                  |         | 48° 13′ 59″ nord, 5° 43′ 02″ est |                |            |      | Chapelle Notre-Dame-de-Bon-Secours de Gendreville                  |
| Chapelle Saint-Charles de Gendreville                                      | Gendreville                  |         | 48° 14′ 25″ nord, 5° 44′ 32″ est |                |            |      | Chapelle Saint-Charles de Gendreville                              |
| Chapelle Saint-Del de Gerbamont                                            | Gerbamont                    |         | 48° 00′ 17″ nord, 6° 45′ 14″ est | « PA00125544 » | Inscrit MH | 1993 | Chapelle Saint-Del de Gerbamont                                    |
| Chapelle Sainte-Anne de Martimpré                                          | Gerbépal                     |         | 48° 06′ 18″ nord, 6° 54′ 17″ est | « PA00107329 » | Inscrit MH | 1990 | Chapelle Sainte-Anne de Martimpré                                  |
| Chapelle Saint-Marc de Gerbépal                                            | Gerbépal                     |         | 48° 09′ 10″ nord, 6° 55′ 25″ est |                |            |      | Image manquante Téléverser                                         |
| Chapelle Notre-Dame-du-Crêt de Godoncourt                                  | Godoncourt                   |         | 47° 59′ 51″ nord, 5° 55′ 22″ est |                |            |      | Chapelle Notre-Dame-du-Crêt de Godoncourt                          |
| Chapelle Sainte-Anne de Godoncourt                                         | Godoncourt                   |         | 48° 00′ 30″ nord, 5° 55′ 52″ est |                |            |      | Chapelle Sainte-Anne de Godoncourt                                 |
| Chapelle Saint-Libaire de Grand                                            | Grand                        |         | 48° 23′ 17″ nord, 5° 29′ 27″ est | « PA00107182 » | Classé MH  | 2005 | Chapelle Saint-Libaire de Grand                                    |
| Chapelle de la Place de Grand                                              | Grand                        |         | 48° 23′ 06″ nord, 5° 29′ 10″ est | « IA00127002 » |            |      | Image manquante Téléverser                                         |
| Chapelle de Bermont                                                        | Greux                        |         | 48° 28′ 06″ nord, 5° 40′ 28″ est | « PA88000006 » | Inscrit MH | 1998 | Chapelle de Bermont                                                |
| Chapelle Sainte-Élisabeth de Grignoncourt                                  | Grignoncourt                 |         | 47° 57′ 23″ nord, 5° 54′ 30″ est |                |            |      | Chapelle Sainte-Élisabeth de Grignoncourt                          |
| Chapelle de la Trinité de Gérardmer                                        | Gérardmer                    |         | 48° 05′ 10″ nord, 6° 52′ 50″ est |                |            |      | Image manquante Téléverser                                         |
| Chapelle du Calvaire de Gérardmer                                          | Gérardmer                    |         | 48° 04′ 31″ nord, 6° 52′ 44″ est |                |            |      | Chapelle du Calvaire de Gérardmer                                  |
| Chapelle Notre-Dame-de-la-Creuse de Gérardmer                              | Gérardmer                    |         | 48° 03′ 21″ nord, 6° 52′ 33″ est |                |            |      | Image manquante Téléverser                                         |
| Chapelle Saint-Étienne de Kirchompré                                       | Gérardmer                    |         | 48° 05′ 27″ nord, 6° 53′ 11″ est |                |            |      | Chapelle Saint-Étienne de Kirchompré                               |
| Chapelle Saint-Jacques de Kichompré                                        | Gérardmer                    |         | 48° 05′ 33″ nord, 6° 53′ 14″ est |                |            |      | Chapelle Saint-Jacques de Kichompré                                |
| Chapelle de Hardancourt                                                    | Hardancourt                  |         | 48° 22′ 43″ nord, 6° 34′ 09″ est |                |            |      | Chapelle de Hardancourt                                            |
| Chapelle Notre-Dame-de-Pitié de Jainvillotte                               | Jainvillotte                 |         | 48° 15′ 52″ nord, 5° 41′ 48″ est |                |            |      | Image manquante Téléverser                                         |
| Chapelle Notre-Dame-de-Mon-Repos de La Bourgonce                           | La Bourgonce                 |         | 48° 17′ 23″ nord, 6° 46′ 59″ est |                |            |      | Chapelle Notre-Dame-de-Mon-Repos de La Bourgonce                   |
| Chapelle Notre-Dame-des-Agonisants de Col du Brabant                       | La Bresse                    |         | 47° 59′ 16″ nord, 6° 52′ 12″ est |                |            |      | Chapelle Notre-Dame-des-Agonisants de Col du Brabant               |
| Chapelle Notre-Dame de La Chapelle-aux-Bois                                | La Chapelle-aux-Bois         |         | 48° 02′ 13″ nord, 6° 20′ 17″ est |                |            |      | Chapelle Notre-Dame de La Chapelle-aux-Bois                        |
| Chapelle Saint-Marc du Chipal                                              | La Croix-aux-Mines           |         | 48° 12′ 04″ nord, 7° 02′ 36″ est | « PA00125543 » | Inscrit MH | 1993 | Chapelle Saint-Marc du Chipal                                      |
| Chapelle de la Manufacture royale de Bains-les-Bains                       | La Vôge-les-Bains            |         | 47° 59′ 51″ nord, 6° 14′ 03″ est |                |            |      | Chapelle de la Manufacture royale de Bains-les-Bains               |
| Chapelle Notre-Dame d'Aureil-Maison                                        | Lamarche                     |         | 48° 03′ 29″ nord, 5° 47′ 13″ est | « PA00107189 » | Inscrit MH | 1926 | Chapelle Notre-Dame d'Aureil-Maison                                |
| Chapelle du couvent des Trinitaires de Lamarche                            | Lamarche                     |         | 48° 04′ 11″ nord, 5° 46′ 33″ est |                |            |      | Chapelle du couvent des Trinitaires de Lamarche                    |
| Chapelle Saint-Charles-Borromée de Lamarche                                | Lamarche                     |         | 48° 04′ 13″ nord, 5° 46′ 50″ est |                |            |      | Chapelle Saint-Charles-Borromée de Lamarche                        |
| Chapelle des maîtres de forges de la Chaudeau                              | Le Clerjus                   |         | 47° 56′ 55″ nord, 6° 19′ 27″ est |                |            |      | Image manquante Téléverser                                         |
| Chapelle Notre-Dame-de-Pitié du Ménil                                      | Le Ménil                     |         | 47° 54′ 52″ nord, 6° 48′ 14″ est |                |            |      | Chapelle Notre-Dame-de-Pitié du Ménil                              |
| Chapelle Notre-Dame du Tholy                                               | Le Tholy                     |         | 48° 05′ 04″ nord, 6° 44′ 30″ est |                |            |      | Chapelle Notre-Dame du Tholy                                       |
| Chapelle des Étangs                                                        | Le Val-d'Ajol                |         | 47° 58′ 30″ nord, 6° 30′ 45″ est |                |            |      | Image manquante Téléverser                                         |
| Chapelle du Sacré-Cœur-de-Jésus-et-de-Marie dite chapelle Mathiot d'Adelfe | Le Val-d'Ajol                |         | 47° 57′ 20″ nord, 6° 29′ 00″ est |                |            |      | Image manquante Téléverser                                         |
| Chapelle Saint-Pierre-Fourier du Motiron                                   | Le Val-d'Ajol                |         | 47° 57′ 44″ nord, 6° 29′ 46″ est |                |            |      | Chapelle Saint-Pierre-Fourier du Motiron                           |
| Chapelle votive du Sacré-Cœur du Talhoux                                   | Le Val-d'Ajol                |         | 47° 55′ 43″ nord, 6° 30′ 41″ est |                |            |      | Image manquante Téléverser                                         |
| Chapelle Notre-Dame-des-Chaumes de Col de la Schlucht                      | Le Valtin                    |         | 48° 03′ 47″ nord, 7° 01′ 22″ est |                |            |      | Image manquante Téléverser                                         |
| Chapelle Saint-Antoine des Poulières                                       | Les Poulières                |         | 48° 11′ 55″ nord, 6° 47′ 37″ est |                |            |      | Image manquante Téléverser                                         |
| Chapelle de Bonne-Espérance des Voivres                                    | Les Voivres                  |         | 48° 02′ 48″ nord, 6° 17′ 05″ est |                |            |      | Chapelle de Bonne-Espérance des Voivres                            |
| Chapelle Notre-Dame de Bois-le-Comte du Grand-Coteau                       | Liffol-le-Grand              |         | 48° 19′ 33″ nord, 5° 35′ 32″ est |                |            |      | Image manquante Téléverser                                         |
| Chapelle Saint-Antoine de Briffau                                          | Liffol-le-Grand              |         | 48° 17′ 18″ nord, 5° 34′ 37″ est |                |            |      | Image manquante Téléverser                                         |
| Chapelle Saint-Antoine de Liffol-le-Grand                                  | Liffol-le-Grand              |         | à géolocaliser                   |                |            |      | Image manquante Téléverser                                         |
| Chapelle Saint-Basle de Lignéville                                         | Lignéville                   |         | 48° 10′ 09″ nord, 5° 57′ 04″ est |                |            |      | Chapelle Saint-Basle de Lignéville                                 |
| Chapelle de la Jambe-de-Fer de la forêt domaniale de Colroy-Lubine         | Lubine                       |         | 48° 18′ 27″ nord, 7° 11′ 18″ est |                |            |      | Chapelle de la Jambe-de-Fer de la forêt domaniale de Colroy-Lubine |
| Chapelle Notre-Dame-Auxilliatrice de Basse Merlusse                        | Lusse                        |         | 48° 17′ 03″ nord, 7° 07′ 37″ est |                |            |      | Chapelle Notre-Dame-Auxilliatrice de Basse Merlusse                |
| Chapelle Saint-Nicolas des Trois-Maisons                                   | Lusse                        |         | 48° 17′ 31″ nord, 7° 08′ 17″ est |                |            |      | Image manquante Téléverser                                         |
| Chapelle Notre-Dame dite chapelle Ferrière de Maconcourt                   | Maconcourt                   |         | 48° 22′ 21″ nord, 5° 56′ 32″ est |                |            |      | Chapelle Notre-Dame dite chapelle Ferrière de Maconcourt           |
| Chapelle Saint-Roch de Martinvelle                                         | Martinvelle                  |         | 47° 58′ 15″ nord, 5° 59′ 51″ est |                |            |      | Image manquante Téléverser                                         |
| Chapelle Notre-Dame de Mattaincourt                                        | Mattaincourt                 |         | 48° 16′ 49″ nord, 6° 07′ 55″ est |                |            |      | Chapelle Notre-Dame de Mattaincourt                                |
| Chapelle ronde de Mattaincourt                                             | Mattaincourt                 |         | 48° 16′ 51″ nord, 6° 08′ 39″ est |                |            |      | Chapelle ronde de Mattaincourt                                     |
| Chapelle Notre-Dame-de-Beauregard de Maxey-sur-Meuse                       | Maxey-sur-Meuse              |         | 48° 27′ 16″ nord, 5° 42′ 29″ est |                |            |      | Image manquante Téléverser                                         |
| Chapelle de la Oultre                                                      | Mirecourt                    |         | 48° 17′ 58″ nord, 6° 08′ 22″ est | « PA00107202 » | Inscrit MH | 1982 | Chapelle de la Oultre                                              |
| Chapelle de l'hôpital du Val du Madon de Mirecourt                         | Mirecourt                    |         | 48° 18′ 21″ nord, 6° 08′ 01″ est |                |            |      | Image manquante Téléverser                                         |
| Ancienne chapelle de l'hôpital du Val du Madon de Mirecourt                | Mirecourt                    |         | 48° 18′ 23″ nord, 6° 07′ 55″ est |                |            |      | Image manquante Téléverser                                         |
| Chapelle Notre-Dame-de-Grâce de Moriville                                  | Moriville                    |         | 48° 20′ 39″ nord, 6° 25′ 53″ est |                |            |      | Image manquante Téléverser                                         |
| Chapelle de Malfosse de Moyenmoutier                                       | Moyenmoutier                 |         | 48° 24′ 09″ nord, 6° 56′ 24″ est |                |            |      | Chapelle de Malfosse de Moyenmoutier                               |
| Chapelle de l'orphelinat de Médonville                                     | Médonville                   |         | 48° 13′ 11″ nord, 5° 43′ 54″ est |                |            |      | Image manquante Téléverser                                         |
| Chapelle du Saint-Esprit de Neufchâteau                                    | Neufchâteau                  |         | 48° 21′ 20″ nord, 5° 41′ 21″ est | « PA00107213 » | Inscrit MH | 1926 | Chapelle du Saint-Esprit de Neufchâteau                            |
| Chapelle de la maison de retraite de Neufchâteau                           | Neufchâteau                  |         | 48° 21′ 39″ nord, 5° 41′ 28″ est |                |            |      | Chapelle de la maison de retraite de Neufchâteau                   |
| Chapelle Sainte-Anne de Beauregard                                         | Norroy                       |         | 48° 12′ 26″ nord, 5° 55′ 11″ est |                |            |      | Image manquante Téléverser                                         |
| Chapelle du cimetière de Padoux                                            | Padoux                       |         | 48° 16′ 42″ nord, 6° 34′ 15″ est |                |            |      | Image manquante Téléverser                                         |
| Chapelle Saint-Quirin de Pargny-sous-Mureau                                | Pargny-sous-Mureau           |         | 48° 22′ 04″ nord, 5° 35′ 49″ est |                |            |      | Image manquante Téléverser                                         |
| Chapelle Saint-Jean-Baptiste du Rudlin                                     | Plainfaing                   |         | 48° 07′ 02″ nord, 7° 02′ 26″ est |                |            |      | Chapelle Saint-Jean-Baptiste du Rudlin                             |
| Chapelle de la Vierge-des-Champs de la Puge                                | Plombières-les-Bains         |         | 47° 58′ 17″ nord, 6° 27′ 29″ est |                |            |      | Image manquante Téléverser                                         |
| Chapelle Notre-Dame-de-Consolation de Ruaux                                | Plombières-les-Bains         |         | 47° 57′ 49″ nord, 6° 24′ 41″ est |                |            |      | Image manquante Téléverser                                         |
| Chapelle Saint-Joseph de Plombières-les-Bains                              | Plombières-les-Bains         |         | 47° 57′ 57″ nord, 6° 27′ 27″ est |                |            |      | Image manquante Téléverser                                         |
| Chapelle Notre-Dame-du-Pilier-de-Saragosse de Pompierre                    | Pompierre                    |         | 48° 16′ 00″ nord, 5° 40′ 40″ est |                |            |      | Image manquante Téléverser                                         |
| Chapelle de l'hospice Saint-Joseph de Belval                               | Portieux                     |         | 48° 20′ 57″ nord, 6° 22′ 02″ est |                |            |      | Image manquante Téléverser                                         |
| Chapelle Sainte-Menne des Fournels                                         | Puzieux                      |         | 48° 19′ 45″ nord, 6° 06′ 20″ est |                |            |      | Chapelle Sainte-Menne des Fournels                                 |
| Chapelle Saint-Jean de Saint-Jean (Vosges)                                 | Rainville                    |         | 48° 21′ 09″ nord, 5° 54′ 37″ est |                |            |      | Image manquante Téléverser                                         |
| Chapelle Saint-Antoine de Rambervillers                                    | Rambervillers                |         | 48° 20′ 41″ nord, 6° 38′ 26″ est | « PA00107227 » | Inscrit MH | 1933 | Chapelle Saint-Antoine de Rambervillers                            |
| Chapelle des Arts de Rambervillers                                         | Rambervillers                |         | 48° 20′ 34″ nord, 6° 38′ 07″ est |                |            |      | Chapelle des Arts de Rambervillers                                 |
| Chapelle du Calvaire de Rambervillers                                      | Rambervillers                |         | 48° 20′ 21″ nord, 6° 37′ 30″ est |                |            |      | Image manquante Téléverser                                         |
| Chapelle des Pestiférés de Haute-Neuveville                                | Raon-l'Étape                 |         | 48° 23′ 34″ nord, 6° 49′ 27″ est |                |            |      | Chapelle des Pestiférés de Haute-Neuveville                        |
| Chapelle école de Rapey                                                    | Rapey                        |         | 48° 18′ 49″ nord, 6° 15′ 16″ est |                |            |      | Image manquante Téléverser                                         |
| Chapelle Saint-Étienne de Raves                                            | Raves                        |         | 48° 15′ 48″ nord, 7° 03′ 05″ est |                |            |      | Chapelle Saint-Étienne de Raves                                    |
| Chapelle de la Madeleine de Remiremont                                     | Remiremont                   |         | 48° 00′ 29″ nord, 6° 36′ 26″ est | « PA00107345 » | Inscrit MH | 1991 | Chapelle de la Madeleine de Remiremont                             |
| Chapelle du lycée privé Jeanne d'Arc de la Maldoyenne                      | Remiremont                   |         | 48° 01′ 11″ nord, 6° 35′ 15″ est |                |            |      | Image manquante Téléverser                                         |
| Chapelle Saint-Nicolas de Removille                                        | Removille                    |         | 48° 21′ 46″ nord, 5° 50′ 17″ est | « PA00132653 » | Inscrit MH | 1994 | Chapelle Saint-Nicolas de Removille                                |
| Chapelle Notre-Dame-du-Bon-Repos de Gégivaux                               | Removille                    |         | 48° 22′ 18″ nord, 5° 51′ 03″ est |                |            |      | Image manquante Téléverser                                         |
| Chapelle Notre-Dame de Varouse                                             | Rozières-sur-Mouzon          |         | 48° 07′ 22″ nord, 5° 42′ 29″ est |                |            |      | Chapelle Notre-Dame de Varouse                                     |
| Chapelle Saint-Jean-Baptiste de la ferme de Xugney                         | Rugney                       |         | 48° 21′ 13″ nord, 6° 14′ 45″ est |                |            |      | Chapelle Saint-Jean-Baptiste de la ferme de Xugney                 |
| Chapelle Saint-Roch de Maxonchamp                                          | Rupt-sur-Moselle             |         | 47° 56′ 47″ nord, 6° 37′ 47″ est |                |            |      | Chapelle Saint-Roch de Maxonchamp                                  |
| Chapelle du Saint-Mont                                                     | Saint-Amé                    |         | 48° 01′ 18″ nord, 6° 38′ 04″ est |                |            |      | Chapelle du Saint-Mont                                             |
| Chapelle du Vieux Saint-Amé du Saint-Mont                                  | Saint-Amé                    |         | 48° 01′ 05″ nord, 6° 38′ 24″ est |                |            |      | Image manquante Téléverser                                         |
| Chapelle Sainte-Claire du Saint-Mont                                       | Saint-Amé                    |         | 48° 01′ 15″ nord, 6° 38′ 04″ est |                |            |      | Image manquante Téléverser                                         |
| Chapelle Sainte-Marguerite du Saint-Mont                                   | Saint-Amé                    |         | 48° 01′ 15″ nord, 6° 38′ 04″ est |                |            |      | Image manquante Téléverser                                         |
| Chapelle Notre-Dame-la-Blanche de Bonneval                                 | Saint-Baslemont              |         | 48° 07′ 49″ nord, 5° 59′ 46″ est |                |            |      | Image manquante Téléverser                                         |
| Chapelle du Petit-Saint-Dié                                                | Saint-Dié-des-Vosges         |         | 48° 16′ 54″ nord, 6° 56′ 36″ est |                |            |      | Chapelle du Petit-Saint-Dié                                        |
| Chapelle de la maison de retraite de Saint-Dié-des-Vosges                  | Saint-Dié-des-Vosges         |         | à géolocaliser                   |                |            |      | Image manquante Téléverser                                         |
| Ancienne chapelle Saint-Roch de Saint-Roch                                 | Saint-Dié-des-Vosges         |         | 48° 18′ 01″ nord, 6° 56′ 31″ est |                |            |      | Image manquante Téléverser                                         |
| Chapelle Saint-Roch de Saint-Roch (Vosges)                                 | Saint-Dié-des-Vosges         |         | 48° 17′ 51″ nord, 6° 56′ 27″ est |                |            |      | Image manquante Téléverser                                         |
| Chapelle Saint-Sébastien du Pont des Raids                                 | Saint-Dié-des-Vosges         |         | 48° 18′ 45″ nord, 6° 57′ 42″ est |                |            |      | Image manquante Téléverser                                         |
| Chapelle de Montégoutte                                                    | Saint-Léonard                |         | 48° 12′ 13″ nord, 6° 58′ 51″ est |                |            |      | Chapelle de Montégoutte                                            |
| Chapelle Notre-Dame de Fallières                                           | Saint-Nabord                 |         | 48° 00′ 56″ nord, 6° 32′ 24″ est |                |            |      | Chapelle Notre-Dame de Fallières                                   |
| Chapelle Sainte-Claire de Saint-Étienne-lès-Remiremont                     | Saint-Étienne-lès-Remiremont |         | 48° 01′ 04″ nord, 6° 38′ 25″ est |                |            |      | Chapelle Sainte-Claire de Saint-Étienne-lès-Remiremont             |
| Chapelle Sainte-Sabine de Saint-Étienne-lès-Remiremont                     | Saint-Étienne-lès-Remiremont |         | 48° 02′ 40″ nord, 6° 38′ 18″ est |                |            |      | Chapelle Sainte-Sabine de Saint-Étienne-lès-Remiremont             |
| Chapelle La Piotte                                                         | Saint-Étienne-lès-Remiremont |         | 48° 01′ 40″ nord, 6° 37′ 07″ est |                |            |      | Chapelle La Piotte                                                 |
| Chapelle de la maison de retraite des Saules de Saulcy-sur-Meurthe         | Saulcy-sur-Meurthe           |         | à géolocaliser                   |                |            |      | Image manquante Téléverser                                         |
| Chapelle Notre-Dame-de-la-Pitié de Sauville                                | Sauville                     |         | 48° 09′ 56″ nord, 5° 44′ 10″ est |                |            |      | Image manquante Téléverser                                         |
| Chapelle de l'hôpital de Senones                                           | Senones                      |         | 48° 23′ 45″ nord, 6° 58′ 35″ est |                |            |      | Chapelle de l'hôpital de Senones                                   |
| Chapelle de Pitié de Senones                                               | Senones                      |         | 48° 23′ 32″ nord, 6° 59′ 18″ est |                |            |      | Chapelle de Pitié de Senones                                       |
| Chapelle Notre-Dame-de-Deuilly de Serécourt                                | Serécourt                    |         | 48° 03′ 02″ nord, 5° 52′ 28″ est |                |            |      | Chapelle Notre-Dame-de-Deuilly de Serécourt                        |
| Chapelle Saint-Léonard de l'ermitage de Socourt                            | Socourt                      |         | 48° 24′ 19″ nord, 6° 14′ 39″ est |                |            |      | Image manquante Téléverser                                         |
| Chapelle Sainte-Epéotte de Soulosse-sous-Saint-Élophe                      | Soulosse-sous-Saint-Élophe   |         | 48° 24′ 17″ nord, 5° 43′ 45″ est |                |            |      | Image manquante Téléverser                                         |
| Chapelle Notre-Dame-des-Ermites de Thaon-les-Vosges                        | Thaon-les-Vosges             |         | 48° 14′ 48″ nord, 6° 25′ 11″ est |                |            |      | Chapelle Notre-Dame-des-Ermites de Thaon-les-Vosges                |
| Chapelle Notre-Dame-de-Grâce de Petite They                                | They-sous-Montfort           |         | 48° 13′ 53″ nord, 5° 58′ 16″ est |                |            |      | Image manquante Téléverser                                         |
| Chapelle Saint-Antoine de Thuillières                                      | Thuillières                  |         | 48° 08′ 42″ nord, 6° 00′ 42″ est |                |            |      | Chapelle Saint-Antoine de Thuillières                              |
| Chapelle Saint-Nicolas de Graux                                            | Tranqueville-Graux           |         | 48° 26′ 56″ nord, 5° 49′ 51″ est |                |            |      | Chapelle Saint-Nicolas de Graux                                    |
| Chapelle Notre-Dame-de-l'Annonciation de Thiélouze                         | Uzemain                      |         | 48° 06′ 26″ nord, 6° 19′ 30″ est |                |            |      | Chapelle Notre-Dame-de-l'Annonciation de Thiélouze                 |
| Chapelle Sainte-Cécile de Zainvillers                                      | Vagney                       |         | 47° 59′ 45″ nord, 6° 43′ 01″ est |                |            |      | Chapelle Sainte-Cécile de Zainvillers                              |
| Chapelle du Grézil                                                         | Valleroy-le-Sec              |         | 48° 11′ 02″ nord, 6° 00′ 50″ est |                |            |      | Image manquante Téléverser                                         |
| Chapelle Notre-Dame-de-la-Maix du lac de la Maix                           | Vexaincourt                  |         | 48° 28′ 34″ nord, 7° 04′ 24″ est |                |            |      | Chapelle Notre-Dame-de-la-Maix du lac de la Maix                   |
| Chapelle du Chignot                                                        | Ville-sur-Illon              |         | 48° 10′ 19″ nord, 6° 12′ 20″ est |                |            |      | Image manquante Téléverser                                         |
| Chapelle Saint-Éloi de Vittel                                              | Vittel                       |         | 48° 12′ 11″ nord, 5° 57′ 12″ est |                |            |      | Chapelle Saint-Éloi de Vittel                                      |
| Chapelle Saint-Louis de Vittel                                             | Vittel                       |         | 48° 12′ 18″ nord, 5° 56′ 35″ est |                |            |      | Chapelle Saint-Louis de Vittel                                     |
| Chapelle de la maison de retraite Bon Repos de Xertigny                    | Xertigny                     |         | 48° 02′ 50″ nord, 6° 23′ 36″ est |                |            |      | Image manquante Téléverser                                         |
| Chapelle des Gretrys                                                       | Xertigny                     |         | à géolocaliser                   |                |            |      | Image manquante Téléverser                                         |
| Chapelle du château de Pruines de Forge de la Semouse                      | Xertigny                     |         | 47° 59′ 00″ nord, 6° 23′ 58″ est |                |            |      | Image manquante Téléverser                                         |
| Chapelle Saint-Florent de Xonrupt-Longemer                                 | Xonrupt-Longemer             |         | 48° 04′ 37″ nord, 6° 56′ 44″ est |                |            |      | Chapelle Saint-Florent de Xonrupt-Longemer                         |
| Chapelle Saint-Michel d'Épinal                                             | Épinal                       |         | 48° 10′ 49″ nord, 6° 27′ 45″ est | « PA00107346 » | Inscrit MH | 1992 | Chapelle Saint-Michel d'Épinal                                     |
| Chapelle des frères franciscains d'Épinal                                  | Épinal                       |         | 48° 10′ 26″ nord, 6° 26′ 39″ est |                |            |      | Chapelle des frères franciscains d'Épinal                          |
| Chapelle du collége Notre-Dame d'Épinal                                    | Épinal                       |         | 48° 10′ 13″ nord, 6° 27′ 10″ est |                |            |      | Chapelle du collége Notre-Dame d'Épinal                            |
| Chapelle du lycée Notre-Dame-et-Saint-Joseph d'Épinal                      | Épinal                       |         | à géolocaliser                   |                |            |      | Chapelle du lycée Notre-Dame-et-Saint-Joseph d'Épinal              |
| Chapelle Saint-Laurent de Vieux-Saint-Laurent                              | Épinal                       |         | 48° 08′ 01″ nord, 6° 26′ 34″ est |                |            |      | Chapelle Saint-Laurent de Vieux-Saint-Laurent                      |
| Chapelle Saint-Jean d'Épinal                                               | Épinal                       |         | 48° 10′ 34″ nord, 6° 27′ 13″ est |                |            |      | Chapelle Saint-Jean d'Épinal                                       |
| Chapelle Saint-Antoine d'Épinal                                            | Épinal                       |         | à géolocaliser                   |                |            |      | Chapelle Saint-Antoine d'Épinal                                    |